# Pogonomyrmex anergismus
Pogonomyrmex anergismus là một loài kiến thuộc họ Formicidae. Đây là loài đặc hữu của Hoa Kỳ. chúng có vết cắn gần như độc nhất trong các loài kiến. Với cặp hàm có các trục xoay và răng cưa, chúng có thể cắn nát gỗ. Cái ngòi ở đuôi chỉ có tác dụng tự vệ hoặc giải phóng pheromone vì chúng là loài ăn thực vật. Chúng cắt các nhánh cỏ khô, đem về tổ,dùng nước bọt chuyển hòa xenlulozor thành đạm và protein